# Eupterotidae
Eupterotidae es una familia de lepidópteros glosados del clado Ditrysia. Tiene más de 300 especies descritas.

## Subfamilias
- Eupterotinae - Hibrildinae - Janinae - Panacelinae - Tissanginae - Sin asignar[2]

### Géneros sin asignar

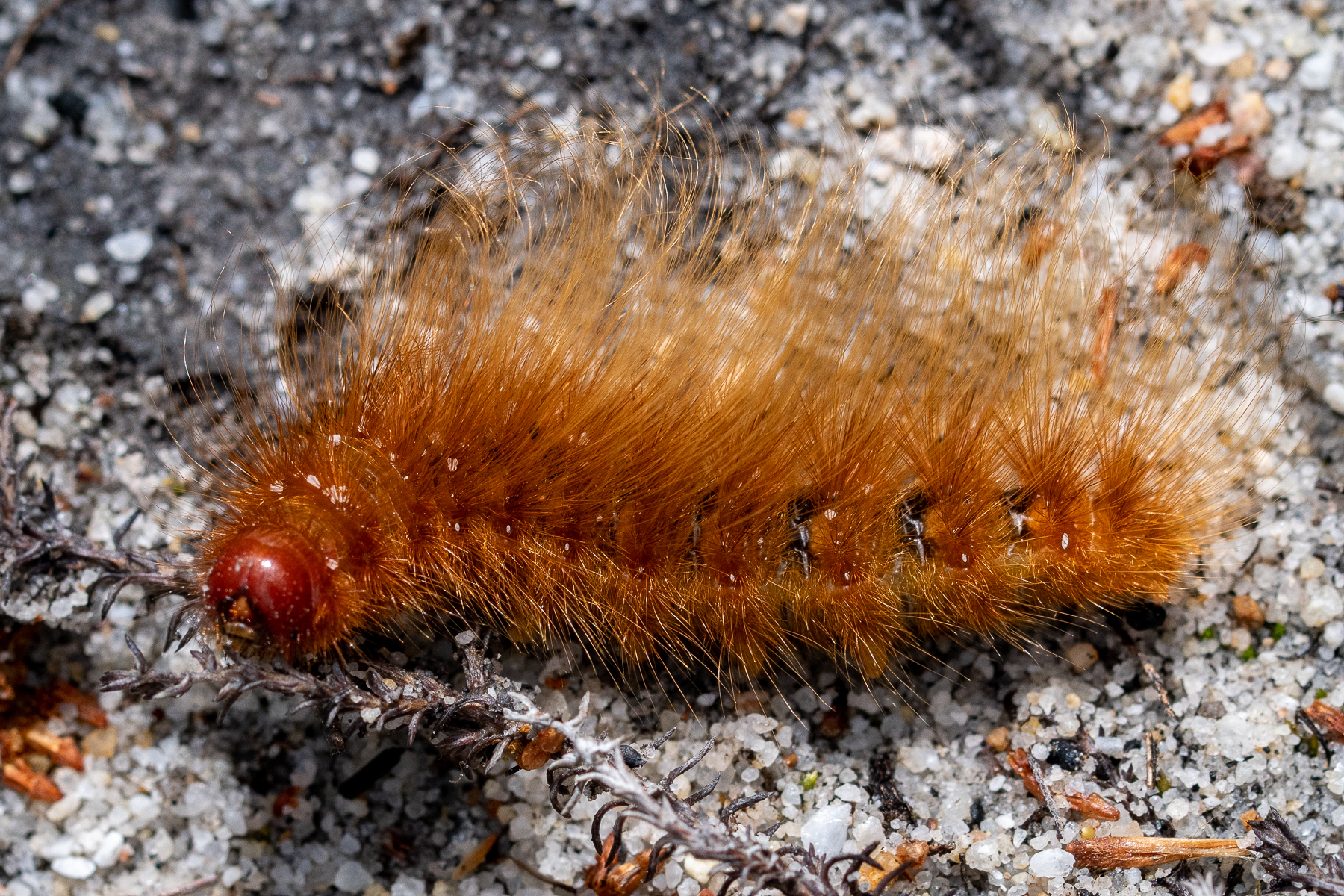
Phyllalia patens, larva

- Acrojana - Apha - Apona - Bantuana - Calapterote - Camerunia - Catajana - Cyrtojana - Drepanojana - Epijana - Ganisa - Hemijana - Janomima - Lasiomorpha - Lichenopteryx - Marmaroplegma - Melanergon - Melanothrix - Palirisa - Pandala - Paracydas - Parajana - Paramarane - Paraphyllalia - Phasicnecus - Phyllalia - Poloma - Preptothauma - Pseudoganisa - Pseudojana - Rarisquamosa - Sangatissa - Schistissa - Sesquiluna - Tagora - Teratojana - Trichophiala - Urojana - Vianga